# Sävedals tingsrätt
Sävedals tingsrätt var en tingsrätt i Göteborgs och Bohus län. Domsagan omfattade vid upplösningen kommunerna Partille, Öckerö och Styrsö. Tingsrätten och dess domsaga ingick i domkretsen för Hovrätten för Västra Sverige. Tingsrätten hade kansli i Göteborg. År 1974 upplöstes tingsrätten och domsagan och uppgick i Mölndals tingsrätt och domsaga samt Göteborgs domsaga.

## Administrativ historik
Vid tingsrättsreformen 1971 bildades denna tingsrätt i Göteborg från häradsrätten för Hisings, Sävedals och Kungälvs tingslag med en domkrets för de delar som ingick i Partille kommun, Styrsö kommun och Öckerö kommuner. Sävedals tingsrätt uppgick 1974 i Mölndals tingsrätt.  1974 överfördes till Mölndals domsaga Partille kommun  medan Öckerö och Styrsö kommuner överfördes till Göteborgs domsaga.  

## Lagmän
- 1971-1973: Anna-Lisa Vinberg